# Opa Nguette
Opa Nguette (Mantes-la-Jolie, 8 luglio 1994) è un calciatore francese naturalizzato senegalese, attaccante svincolato.

## Caratteristiche tecniche
Nguette è un esterno d'attacco. Tra le sue qualità maggiori spiccano la rapidità e la progressione palla al piede. Tuttavia, nel corso della sua carriera ha subito vari infortuni che ne hanno rallentato la crescita.

## Carriera

### Club

#### Gli esordi e il passaggio al Valenciennes
Inizia la sua carriera nel settore giovanile del Mantes, squadra della sua città d'origine, con cui riesce anche ad esordire in prima squadra, giocando una partita in CFA, la quarta serie francese.
Nel 2011 passa al Valenciennes, con cui si alterna per una stagione tra la squadra giovanile e la squadra riserve. L'anno successivo, passato in prima squadra, esordisce in Ligue 1. Realizza il suo primo gol il 19 gennaio 2013 nel match contro l'Ajaccio.
L'anno dopo, Nguette vive una stagione difficile: la squadra retrocede in Ligue 2, e lui gioca una decina di partite, senza riuscire a segnare.
Nelle due stagioni successive, che vedono il Valenciennes impegnato in Ligue 2, Nguette non riesce a trovare continuità. Per questa ragione, nell'estate 2016 il club decide di non rinnovare il suo contratto in scadenza.

#### Metz
Nel giugno del 2016 Nguette si trasferisce al Metz, firmando un contratto triennale: dopo due stagioni torna quindi a giocare in Ligue 1. Nel corso della stagione Nguette si impone come titolare nell'11 di Philippe Hinschberger.
L'anno successivo, con l'esonero di Hinschberger e l'arrivo di Frédéric Hantz sulla panchina dei granata, Nguette vede ridursi il suo spazio, sia per le scelte tecniche del nuovo allenatore, che per i suoi problemi fisici. La stagione si chiude con la retrocessione del Metz in Ligue 2.
Confermato anche in Ligue 2, sotto la guida di Frédéric Antonetti Nguette ritorna ad essere una delle colonne della squadra, con cui realizza il suo record personale di gol in una sola stagione (7). Il 26 aprile 2019, al 90º minuto, Nguette segna contro il Red Star il gol che regala al Metz la vittoria e la promozione matematica in Ligue 1.
Nel luglio del 2019, dopo alcuni tentennamenti ed alcune voci che lo davano in partenza verso il Nantes o il Bruges, Nguette rinnova il proprio contratto col Metz per altri tre anni. Titolare nel tridente granata, Nguette è autore di una stagione positiva, conclusasi la salvezza del Metz a causa della sospensione del campionato per via della pandemia di COVID-19. Nguette realizza 5 gol, suo record personale in Ligue 1, tra i quali spicca la doppietta contro il Saint-Étienne nel 22º turno di campionato, in quella che è la sua centesima presenza col Metz. In aggiunta, a fine stagione risulta essere il giocatore di Ligue 1 col maggior numero di dribbling riusciti.
La quinta stagione al Metz è negativa per Nguette: partito titolare nelle intenzioni di Antonetti, l'attaccante senegalese è costretto a saltare tutta la seconda parte della stagione a causa di un infortunio alla coscia.

### Nazionale
Nel 2012 ha esordito con l'Under-18 francese, segnando anche una rete. Successivamente ha giocato anche con l'Under-19, con cui nell'estate del 2013 ha partecipato agli Europei di categoria.
In virtù della sua doppia nazionalità, nel 2017 ha optato per giocare nella nazionale maggiore senegalese, con cui ha esordito nel settembre dello stesso anno.

## Statistiche

### Presenze e reti nei club
Statistiche aggiornate al 21 maggio 2022.
| Stagione            | Squadra             | Campionato          | Campionato | Campionato | Coppe nazionali | Coppe nazionali | Coppe nazionali | Coppe continentali | Coppe continentali | Coppe continentali | Altre coppe | Altre coppe | Altre coppe | Totale | Totale |
| Stagione            | Squadra             | Comp                | Pres       | Reti       | Comp            | Pres            | Reti            | Comp               | Pres               | Reti               | Comp        | Pres        | Reti        | Pres   | Reti   |
| ------------------- | ------------------- | ------------------- | ---------- | ---------- | --------------- | --------------- | --------------- | ------------------ | ------------------ | ------------------ | ----------- | ----------- | ----------- | ------ | ------ |
| 2012-2013           | Valenciennes        | L1                  | 19         | 3          | CF+CdL          | 1+1             | 0+0             | -                  | -                  | -                  | -           | -           | -           | 21     | 3      |
| 2013-2014           | Valenciennes        | L1                  | 10         | 0          | CF+CdL          | -               | -               | -                  | -                  | -                  | -           | -           | -           | 10     | 0      |
| 2014-2015           | Valenciennes        | L2                  | 23         | 4          | CF+CdL          | 2+1             | 0+1             | -                  | -                  | -                  | -           | -           | -           | 26     | 5      |
| 2015-2016           | Valenciennes        | L2                  | 14         | 1          | CF+CdL          | -               | -               | -                  | -                  | -                  | -           | -           | -           | 14     | 1      |
| Totale Valenciennes | Totale Valenciennes | Totale Valenciennes | 66         | 8          |                 | 5               | 1               |                    | -                  | -                  |             | -           | -           | 71     | 9      |
| 2016-2017           | Metz                | L1                  | 33         | 2          | CF+CdL          | 1+3             | 0+1             | -                  | -                  | -                  | -           | -           | -           | 37     | 3      |
| 2017-2018           | Metz                | L1                  | 17         | 0          | CF+CdL          | 2+1             | 0+0             | -                  | -                  | -                  | -           | -           | -           | 20     | 0      |
| 2018-2019           | Metz                | L2                  | 33         | 7          | CF+CdL          | 2+1             | 0+0             | -                  | -                  | -                  | -           | -           | -           | 36     | 7      |
| 2019-2020           | Metz                | L1                  | 26         | 5          | CF+CdL          | 1+1             | 0+0             | -                  | -                  | -                  | -           | -           | -           | 28     | 5      |
| 2020-2021           | Metz                | L1                  | 16         | 3          | CF              | -               | -               | -                  | -                  | -                  | -           | -           | -           | 16     | 3      |
| 2021-2022           | Metz                | L1                  | 26         | 2          | CF              | 1               | 0               | -                  | -                  | -                  | -           | -           | -           | 27     | 2      |
| Totale Metz         | Totale Metz         | Totale Metz         | 151        | 19         |                 | 13              | 1               |                    | -                  | -                  |             | -           | -           | 164    | 20     |
| Totale carriera     | Totale carriera     | Totale carriera     | 217        | 27         |                 | 18              | 2               |                    | -                  | -                  |             | -           | -           | 235    | 29     |

### Cronologia presenze e reti in nazionale
| Cronologia completa delle presenze e delle reti in nazionale ― Senegal | Cronologia completa delle presenze e delle reti in nazionale ― Senegal | Cronologia completa delle presenze e delle reti in nazionale ― Senegal | Cronologia completa delle presenze e delle reti in nazionale ― Senegal | Cronologia completa delle presenze e delle reti in nazionale ― Senegal | Cronologia completa delle presenze e delle reti in nazionale ― Senegal | Cronologia completa delle presenze e delle reti in nazionale ― Senegal | Cronologia completa delle presenze e delle reti in nazionale ― Senegal |
| Data                                                                   | Città                                                                  | In casa                                                                | Risultato                                                              | Ospiti                                                                 | Competizione                                                           | Reti                                                                   | Note                                                                   |
| ---------------------------------------------------------------------- | ---------------------------------------------------------------------- | ---------------------------------------------------------------------- | ---------------------------------------------------------------------- | ---------------------------------------------------------------------- | ---------------------------------------------------------------------- | ---------------------------------------------------------------------- | ---------------------------------------------------------------------- |
| 23-3-2017                                                              | Londra                                                                 | Nigeria                                                                | 1 – 1                                                                  | Senegal                                                                | Amichevole                                                             | -                                                                      | 65’                                                                    |
| 27-3-2017                                                              | Parigi                                                                 | Costa d'Avorio                                                         | 1 – 1                                                                  | Senegal                                                                | Amichevole                                                             | -                                                                      | 46’                                                                    |
| 7-10-2017                                                              | Praia                                                                  | Capo Verde                                                             | 0 – 2                                                                  | Senegal                                                                | Qual. Mondiali 2018                                                    | -                                                                      | 82’ 88’                                                                |
| 14-11-2017                                                             | Dakar                                                                  | Senegal                                                                | 2 – 1                                                                  | Sudafrica                                                              | Qual. Mondiali 2018                                                    | 1                                                                      |                                                                        |
| 13-10-2018                                                             | Dakar                                                                  | Senegal                                                                | 3 – 0                                                                  | Sudan                                                                  | Qual. Coppa d'Africa 2019                                              | -                                                                      | 61’                                                                    |
| 16-10-2018                                                             | Khartoum                                                               | Sudan                                                                  | 0 – 1                                                                  | Senegal                                                                | Qual. Coppa d'Africa 2019                                              | -                                                                      | 69’                                                                    |
| 17-11-2018                                                             | Bata                                                                   | Guinea Equatoriale                                                     | 0 – 1                                                                  | Senegal                                                                | Qual. Coppa d'Africa 2019                                              | -                                                                      | 54’                                                                    |
| 9-10-2020                                                              | Rabat                                                                  | Marocco                                                                | 3 – 1                                                                  | Senegal                                                                | Amichevole                                                             | -                                                                      | 85’                                                                    |
| 11-11-2020                                                             | Thiès                                                                  | Senegal                                                                | 2 – 0                                                                  | Guinea-Bissau                                                          | Qual. Coppa d'Africa 2021                                              | 1                                                                      | 72’                                                                    |
| 15-11-2020                                                             | Bissau                                                                 | Guinea-Bissau                                                          | 0 – 1                                                                  | Senegal                                                                | Qual. Coppa d'Africa 2021                                              | -                                                                      | 79’                                                                    |
| Totale                                                                 |                                                                        | Presenze                                                               | 10                                                                     |                                                                        | Reti                                                                   | 2                                                                      |                                                                        |

## Palmarès

### Club

#### Competizioni nazionali
- Ligue 2: 1

Metz: 2018-2019